# Muraenolepis orangiensis
Muraenolepis orangiensis is een straalvinnige vissensoort uit de familie van aalkabeljauwen (Muraenolepididae). De wetenschappelijke naam van de soort is voor het eerst geldig gepubliceerd in 1888 door Vaillant.